# Fred Fiebig
Fred Fiebig (* 12. Februar 1961) ist ein deutscher Badmintonspieler und ehemaliger DDR-Nationalspieler.

## Karriere
Fred Fiebig gewann bei DDR-Juniorenmeisterschaften sieben Medaillen. Bei den DDR-Meisterschaften 1982 erkämpfte er sich seinen größten sportlichen Erfolg, für seinen Heimatverein Lok Blankenburg startend, als er Bronze im Herrendoppel mit Wolfgang Pasler gewann. Es war letztendlich die erste und einzige Medaille, die je für Blankenburg bei DDR-Meisterschaften der Erwachsenen erkämpft wurde. 1981 und 1982 belegte er vordere Plätze beim Internationalen Werner-Seelenbinder-Gedenkturnier.

## Sportliche Erfolge
| Saison    | Veranstaltung                                          | Disziplin    | Platz | Name                                |
| --------- | ------------------------------------------------------ | ------------ | ----- | ----------------------------------- |
| 1976/1977 | DDR-Meisterschaft AK 14/15 1976/1977                   | Herreneinzel | 1     | Fred Fiebig                         |
| 1977/1978 | DDR-Juniorenmeisterschaft 1977/1978                    | Mixed        | 2     | Fred Fiebig / Petra Michalowsky     |
| 1977/1978 | DDR-Juniorenmeisterschaft 1977/1978                    | Herrendoppel | 1     | Fred Fiebig / Ulrich Rutsatz        |
| 1977/1978 | DDR-Juniorenmeisterschaft 1977/1978                    | Herreneinzel | 1     | Fred Fiebig                         |
| 1978/1979 | DDR-Juniorenmeisterschaft 1978/1979                    | Herreneinzel | 2     | Fred Fiebig                         |
| 1978/1979 | DDR-Juniorenmeisterschaft 1978/1979                    | Mixed        | 1     | Fred Fiebig / Petra Michalowsky     |
| 1978/1979 | DDR-Juniorenmeisterschaft 1978/1979                    | Herrendoppel | 1     | Fred Fiebig / Ulrich Rutsatz        |
| 1979      | Jugendwettkämpfe der Freundschaft 1979                 | Herrendoppel | 1     | Fred Fiebig                         |
| 1981      | Internationales Werner-Seelenbinder-Gedenkturnier 1981 | Herrendoppel | 3     | Radiy Bilalov / Fred Fiebig         |
| 1981      | Silberner Federball 1981                               | Herrendoppel | 1     | Fred Fiebig                         |
| 1982      | Internationales Werner-Seelenbinder-Gedenkturnier 1982 | Herrendoppel | 5     | Frank-Thomas Seyfarth / Fred Fiebig |
| 1982      | DDR-Meisterschaft 1982                                 | Herrendoppel | 3     | Fred Fiebig / Wolfgang Pasler       |
| 1983      | Silberner Federball 1983                               | Herrendoppel | 3     | Fred Fiebig / Helmut Huch           |
| 1984      | Silberner Federball 1984                               | Herrendoppel | 1     | Fred Fiebig / Uwe Strauch           |
| 2004/2005 | Deutsche Seniorenmeisterschaft O40 2004/2005           | Herrendoppel | 3     | Fred Fiebig / Dirk Weiner           |
| 2011/2012 | Deutsche Seniorenmeisterschaft O45 2011/2012           | Herrendoppel | 3     | Fred Fiebig / Dirk Weiner           |
| 2011/2012 | Deutsche Seniorenmeisterschaft O50 2011/2012           | Herreneinzel | 3     | Fred Fiebig                         |
| 2013/2014 | Deutsche Seniorenmeisterschaft O50 2013/2014           | Herrendoppel | 2     | Fred Fiebig / Detlef Reinhard       |
| 2014/2015 | Deutsche Seniorenmeisterschaft O50 2014/2015           | Herrendoppel | 2     | Fred Fiebig / Detlef Reinhard       |
| 2016/2017 | Deutsche Seniorenmeisterschaft O55 2016/2017           | Herreneinzel | 3     | Fred Fiebig                         |
| 2017/2018 | Deutsche Seniorenmeisterschaft O55 2017/2018           | Herreneinzel | 3     | Fred Fiebig                         |
| 2021/2022 | Deutsche Seniorenmeisterschaft O60 2021/2022           | Herreneinzel | 3     | Fred Fiebig                         |